# نانا (مانغا)
نانا (باليابانية: ナナ، بالروماجي:  Nana ) هي سلسلة مانغا من تأليف ورسم أي يازاوا، نشرت من قبل شوئيشا في مجلة Cookie، في يوليو عام 2000 حتى يونيو عام 2009، وتم تجميع فصول المانغا في 21 مجلد تانكوبون. أنتجت المانغا إلى مسلسل أنمي من قبل استوديو مادهاوس، عرض الأنمي في 5 أبريل عام 2006 واستمر عرضه حتى 27 مارس عام 2007، على تلفزيون نيبون، وتكون من 47 حلقة.

## القصة
تدور أحداث القصة عن نانا كوماتسو، هي فتاة تعيش في بلدة صغيرة تغادر مدينتها إلى طوكيو خلف حبيبها وأصدقائها في الجامعة، ومن أجل تحقيق حلم حياتها. نانا أوساكي هي في فرقة موسيقى الروك الشعبية في مسقط رأسها. تذهب إلى طوكيو من أجل أن تصبح مغنية مشهورة. تلتقي الفتاتان في القطار أثناء رحلتهما إلى طوكيو. تلتقيان ببعضهم البعض مرة أخرى عندما صادفوا زيارة نفس الشقة، وقررت الفتاتين أن يصبحن شريكات في نفس الغرفة. يروي المسلسل صداقتهما وحياتهما بينما تطارد كل منهما أحلامها.

## الشخصيات

### الشخصيات الرئيسية
نانا كوماتسو (باليابانية: 小松 奈々، بالروماجي: Komatsu Nana)
مؤدية الصوت: كاوري
نانا أوساكي (باليابانية: 大崎 ナナ، بالروماجي: Ōsaki Nana)
مؤدية الصوت: رومي باكو

### شخصيات أخرى
نوبو تيراشيما (باليابانية: 寺島 伸夫، بالروماجي: Terashima Nobuo)
مؤدي الصوت: توموكازو سيكي
شينيتشي أوكازاكي (باليابانية: 岡崎 真一، بالروماجي: Okazaki Shin'ichi)
مؤدي الصوت: أكيرا إيشيدا
ياسوشي تاكاغي (باليابانية: 高木 泰士، بالروماجي: Takagi Yasushi)
مؤدي الصوت: يوشيهيسا كاواهارا
رين هونجو (باليابانية: 本城 蓮، بالروماجي: Honjō Ren)
مؤدي الصوت: هيدينوبو كيوتشي
لايلا سيريزاوا (باليابانية: 芹澤 レイラ، بالروماجي: Serizawa Reira)
مؤدية الصوت: أيا هيرانو
تاكومي إيتشينوسي (باليابانية: 一ノ瀬 巧، بالروماجي: Ichinose Takumi)
مؤدي الصوت: توشيوكي موريكاوا
ناوكي فوجيدا (باليابانية: 藤枝 直樹، بالروماجي: Fujieda Naoki)
مؤدي الصوت: أنري ماتسو
جونكو ساوتومي (باليابانية: 早乙女 淳子، بالروماجي: Saotome Junko)
مؤدية الصوت: تاكاكو هوندا
كيوسوكي تاكاكورا (باليابانية: 高倉 京助، بالروماجي: Takakura Kyōsuke)
مؤدي الصوت: جونيتشي سوابي
شوجي إيندو (باليابانية: 遠藤 章司، بالروماجي: Endō Shōji)
مؤدي الصوت: هيروكي تاكاهاشي
ساتشيكو كاوامورا (باليابانية: 川村 幸子، بالروماجي: Kawamura Sachiko)
مؤدية الصوت: ميغومي كوجيما
نامي كوماتسو (باليابانية: 小松 奈美، بالروماجي: Komatsu Nami)
مؤدية الصوت: تشيكا
ناو كوماتسو (باليابانية: 小松 奈緒، بالروماجي: Komatsu Nao)
مؤدية الصوت: أكيمي أوكامورا
ناتسوكو كوماتسو (باليابانية: 小松 奈津子، بالروماجي: Komatsu Natsuko)
مؤدية الصوت: أكيكو هيراماتسو
ساتسوكي إيتشينوسي (باليابانية: 一ノ瀬 皐، بالروماجي: Ichinose Satsuki)
مؤدية الصوت: يوكو كاتو
تاكاشي أسانو (باليابانية: 浅野 崇، بالروماجي: Asano Takashi)
مؤدي الصوت: هيديوكي تاناكا

## وصلات خارجية
- الموقع الرسمي (باليابانية)
- الأنمي الرسمي (باليابانية)
- نانا على موقع فيز ميديا
- Nana fansite
- نانا (مانغا) على موقع ANN manga (الإنجليزية)